# Поліцейський (фільм, 1928)
Поліцейський (англ. The Cop) — американська кримінальна драма режисера Дональда Кріспа 1928 року. Фільм був номінований на премію «Оскар» за найкращий адаптований сценарій.

## Сюжет
У Піта Сміта, самотнього ремонтника кранів з Гавани, з друзів і знайомих — тільки приятель Куглін, сержант поліції. Але їх дружбі належить пройти серйозну перевірку: одного разу в порту сталася перестрілка, і Піт врятував пораненого гангстера Маркаса, який незабаром відплатив йому тією ж монетою, захистивши від представників конкуруючого угруповання. А тут ще й шеф Мейтер, безпосередній начальник Кугліна, всерйоз взявся за боротьбу з мафією.

## У ролях
- Вільям Бойд — Піт Сміт
- Алан Хейл — Мейтер
- Жаклін Логан — Мері Монкс
- Роберт Армстронг — гангстер Маркас
- Том Кеннеді — сержант Куглін
- Луа Натуа — Луї
- Філіп Сліман — лорд Кортні